# Cercartetus nanus
L'opossum pigmeo orientale (Cercartetus nanus Desmarest, 1818) è un piccolo marsupiale della famiglia dei Burramidi originario dell'Australia sud-orientale. Il suo areale si estende dal Queensland meridionale all'Australia Meridionale orientale e alla Tasmania, e si incontra in una vasta gamma di habitat, comprese foreste pluviali, foreste di sclerofille, boschi e brughiere.

## Descrizione
L'opossum pigmeo orientale è un marsupiale molto piccolo: ha una lunghezza testa-corpo di 7–9 cm e una coda di 8–11 cm; pesa 15-43 g. Ha un manto di colore grigio scialbo sul dorso e bianco sul ventre, grandi orecchie appuntite rivolte in avanti, quasi prive di pelo, e una lunga coda prensile ricoperta di un fitto pelo alla base che diviene più scarso verso l'estremità. Ha lunghe vibrisse e un sottile anello di peli neri attorno a ogni occhio.

## Biologia

### Alimentazione
L'opossum pigmeo orientale è un buon arrampicatore. Utilizza la sua lingua dalla punta a spazzola per raccogliere nettare e polline, in particolare da piante dei generi Banksia, Eucalyptus e Callistemon. Quando i fiori non sono disponibili, mangia anche insetti e frutti dalla polpa morbida. Conduce vita prevalentemente solitaria, rimanendo nascosto, durante il giorno, nelle cavità degli alberi o all'interno di tronchi caduti, in nidi di uccello abbandonati o tra la fitta vegetazione. Durante l'inverno cade in uno stato di torpore.

### Comportamento
È un animale notturno e, sebbene venga generalmente ritenuto una creatura solitaria, condivide talvolta il proprio nido con altri esemplari della stessa specie ed è stato avvistato anche in gruppi composti da due o più esemplari adulti. I maschi occupano territori di 0,24-1,7 ettari, che si sovrappongono tra loro e a quelli più piccoli, 0,18-0,61 ettari, delle femmine.

### Riproduzione
L'opossum pigmeo orientale generalmente si riproduce due volte all'anno, o addirittura tre se vi è maggiore disponibilità di cibo. Le femmine hanno un marsupio ben sviluppato con quattro-sei capezzoli, e di solito partoriscono fino a quattro piccoli, sebbene cucciolate più numerose non siano rare. La gestazione dura circa 30 giorni, trascorsi i quali i piccoli rimangono 33-37 giorni al sicuro nel marsupio. Essi vengono svezzati a 60-65 giorni, e rimangono con la madre per altri dieci giorni almeno, età alla quale hanno raggiunto circa 10 g di peso.
I giovani raggiungono l'età adulta a circa cinque mesi, ma sono già in grado di riprodursi all'età di tre mesi. In cattività la specie può vivere fino a 7 anni e mezzo, ma in natura, probabilmente, la longevità non supera i cinque anni.

### Predatori e parassiti
Tra i predatori dell'opossum pigmeo orientale figurano il barbagianni comune (Tyto alba), il barbagianni australiano (T. novaehollandiae), il barbagianni fuligginoso maggiore (T. tenebricosa), il gufastore abbaiante (Ninox connivens), l'antechino bruno (Antechinus stuartii), il quoll tigre (Dasyurus maculatus), il diavolo della Tasmania (Sarcophilus harrisii), il dingo (Canis lupus dingo), il cane (Canis lupus familiaris), la volpe rossa (Vulpes vulpes), il gatto (Felis catus), il serpente fasciato di Stephens (Hoplocephalus stephensii) e il serpente a squame rugose (Tropidechis carinatus).
La specie è parassitata da pulci (Acanthopsylla rothschildi, A. scintilla, Choristopsylla thomasi e C. ochi), acari (Guntheria newmani, G. shieldsi, Ornithonyssus bacoti, generalmente parassita dei ratti domestici, e Stomatodex cercarteti, specie descritta proprio a partire da un esemplare presente su C. nanus), due nematodi (Tetrabothriostrongylus mackerrasae e Paraustrostrongylus gymnobelideus) e dalla zecca Ixodes tasmani, parassita molto comune tra i marsupiali. È noto anche il caso di un esemplare infestato da un platelminta a vita libera del genere Geoplana, ma gli studiosi ritengono che sia stato solo il caso di un'infestazione accidentale.

## Distribuzione e habitat
L'opossum pigmeo orientale vive lungo le coste dell'Australia sud-orientale, dall'Australia Meridionale orientale al Queensland meridionale, e in Tasmania. Si incontra nelle zone arbustive di una grande varietà di habitat, dalle brughiere o dalle boscaglie aperte fino alle foreste di sclerofille o alle foreste pluviali, dal livello del mare fino a 1800 m di quota. Nonostante la grande varietà di habitat occupati, ha una distribuzione frammentata e, nelle aree dove è presente, è generalmente poco numeroso.

## Tassonomia

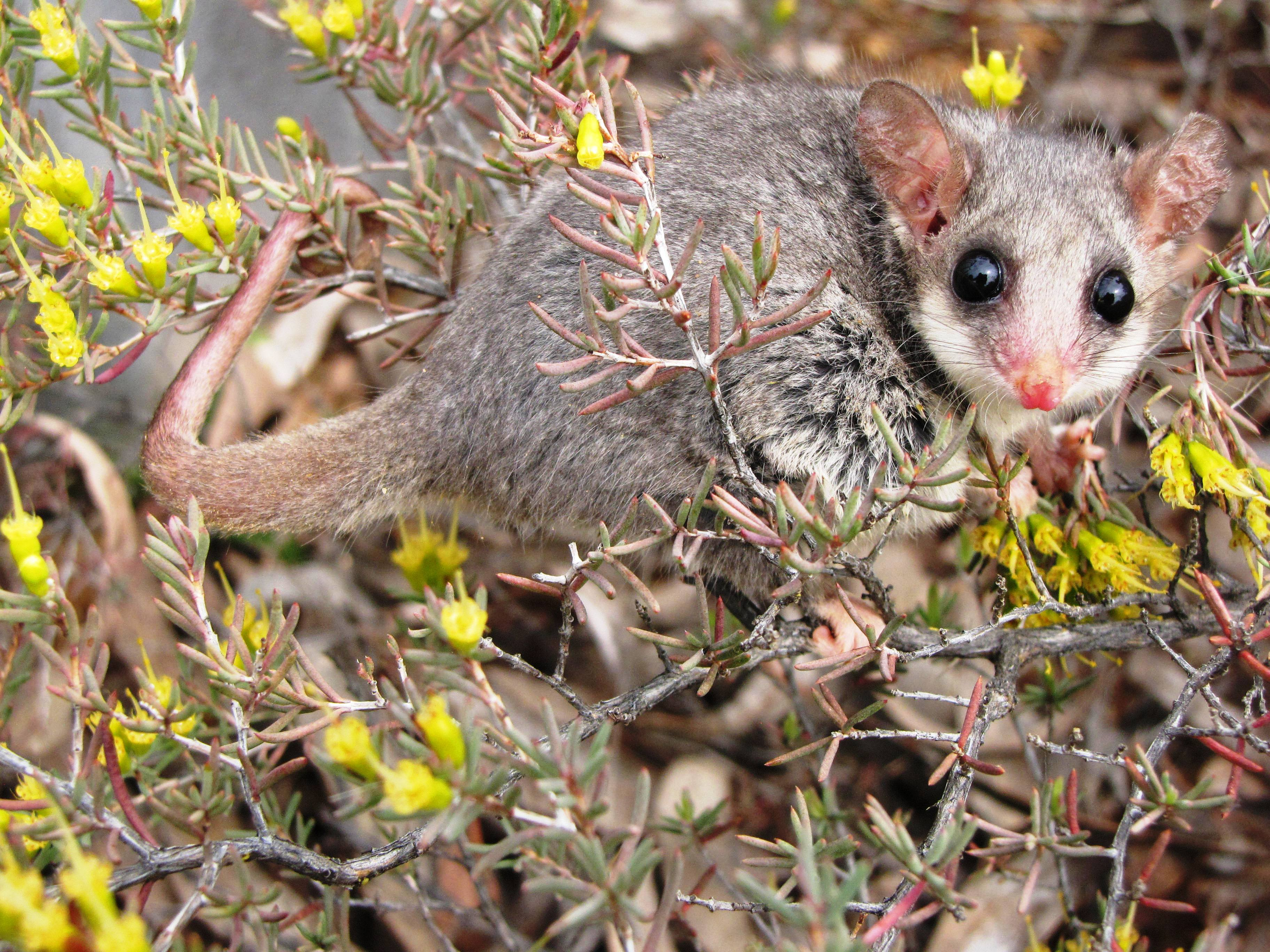
Un esemplare nella foresta di Pilliga (Nuovo Galles del Sud).

Il primo esemplare di opossum pigmeo orientale osservato dagli studiosi europei venne raccolto da François Péron, un naturalista che prese parte al viaggio di Nicolas Baudin nei mari del sud. Durante un breve soggiorno sull'isola di Maria, al largo delle coste orientali della Tasmania, tra il 19 e il 27 febbraio 1802, Péron ne acquistò dagli abitanti aborigeni un singolo esemplare. Egli scrisse: «Per quanto riguarda la classe degli animali mammiferi, vidi solamente una sorta di Dasyurus, non più grande di un topo. Mi impossessai di un esemplare ancora in vita, in cambio di poche sciocchezze, da un selvaggio che era pronto a ucciderlo e mangiarselo». In un manoscritto mai pubblicato (attualmente conservato al Museo di Le Havre, in Francia) Péron aggiunse inoltre che l'animale «mi venne consegnato dai nativi; era ancora vivo; credo che appartenga a una nuova specie e gli ho dato il nome di Didelphis muroides a causa della sua somiglianza con il D. mus di Linneo». L'esemplare raccolto da Péron (un maschio in età giovanile) venne portato in Francia, e attualmente è conservato presso il Museo Nazionale di Storia Naturale di Parigi come olotipo della specie.
L'opossum pigmeo orientale è la specie tipo del genere Cercartetus (famiglia dei Burramidi), e venne descritto per la prima volta con il nome scientifico Phalangista nana (nana significa «nano» in latino). Attualmente gli studiosi accettano come data della sua descrizione, effettuata da Desmarest, il 1818, ma sulla base di ricerche pubblicate recentemente è stato scoperto che una prima versione della descrizione di Desmarest era già stata pubblicata nel 1817.
Sinonimi di Cercartetus nanus sono Phalangista glirifomis (Bell, 1828) e Dromicia britta (Wood Jones, 1925). Questi nomi coincidono con le due sottospecie attualmente riconosciute: C. n. nanus Desmarest, 1818 (diffuso in Tasmania) e C. n. unicolor Krefft, 1863 (diffuso sul continente australiano).
Nel corso degli anni questa specie è stata indicata con numerosissimi nomi comuni, come falangere nano, falangere minuto, cusco nano, falangere pigmeo, dromicia di Bell, topo opossum, dromicia scura, opossum pigmeo, dromicia dalla coda grossa, falangere murino, falangere-ghiro comune, falangere ghiro, opossum-ghiro comune e opossum ghiro. Il nome attuale standard di opossum pigmeo orientale è stato scelto dal comitato della Australian Mammal Society.
Ossa fossili o sub-fossili appartenenti a questa specie, risalenti al Pleistocene superiore e all'Olocene, vengono spesso rinvenute nei depositi delle caverne dell'Australia sud-orientale. Infatti rapaci notturni e/o quoll che avevano divorato questi animali (e altri piccoli mammiferi) ne avevano in seguito rigurgitato o espulso tramite feci i resti nelle caverne, sono ottimi siti di conservazione. Attualmente sono circa 50 i siti in cui sono stati trovati resti fossili appartenenti a questa specie.

## Conservazione
L'opossum pigmeo orientale viene classificato dalla IUCN tra le specie a rischio minimo (Least Concern), ed entrambe le sue sottospecie non sono considerate a rischio dal Governo australiano. Da uno Stato all'altro, tuttavia, lo stato di conservazione dell'animale varia considerevolmente. Nel Nuovo Galles del Sud esso è ritenuto vulnerabile dal 1995 e nell'Australia Meridionale dal 1972. Nel Victoria, è protetto dal 1988, ma non è considerato minacciato. Per quanto venga avvistato solo raramente nel Queensland, in quello Stato la specie è ritenuta comune dal 1994. In Tasmania l'opossum pigmeo orientale è considerato fuori pericolo dal 2002.